# ファーザーズ・デイ
『ファーザーズ・デイ』（Fathers' Day）は、1997年に製作されたアメリカ映画。1983年のフランス映画『Les Compères』のリメイク。

## キャスト
※括弧内は日本語吹替
- デイル・パトリー - ロビン・ウィリアムズ（山寺宏一）
- ジャック・ローレンス - ビリー・クリスタル（梅津秀行）
- キャリー・ローレンス - ジュリア・ルイス＝ドレイファス（小山茉美）
- コレット・アンドリュース - ナスターシャ・キンスキー（土井美加）
- スコット・アンドリュース - チャーリー・ホフハイマー（浪川大輔）
- ボブ・アンドリュース - ブルース・グリーンウッド（中村秀利）
- リー - ジャレッド・ハリス（檀臣幸）
- マット - ルイス・ロンバルディ
- ニッキー・トレイナー - ヘイリー・ジョンソン
- ラス・トレイナー - チャールズ・ロケット（青山穣）
- シャーリー・トレイナー - パティ・ダーバンヴィル（弘中くみ子）
- カルヴィン - デニス・バークレー（宝亀克寿）
- スコット - メル・ギブソン（クレジットなし）（青山穣）
- ヴァージニア・ファレル - メアリー・マコーマック（クレジットなし）（本田貴子）